# George Baker (homme politique)
Pour les articles homonymes, voir George Baker et Baker.
George S. Baker, PC, né le 4 septembre 1942, est un homme politique canadien et membre du Sénat du Canada.